# Rob Delahaije
Rob Delahaije (ur. 24 kwietnia 1959 w Houthem) – holenderski piłkarz i trener.

## Kariera
Podczas kariery piłkarskiej był zawodnikiem zespołów Mheerder Boys, MVV Maastricht oraz FC Wiltz 71. Z powodu długiej gry w MVV oraz zasług dla zespołu nazywany jest „Mister MVV”.
W 2007 r. drugi trener oraz potem tymczasowo pierwszy trener MVV, później zajmował się znajdywaniem piłkarzy dla MVV.
Od 8 stycznia 2008 r., do 17 kwietnia 2008 r. trener Odry Opole. Od 29 października 2009 do 28 marca 2010 trener niemieckiego zespołu Sportfreunde Siegen. W 2013 trener w zespole Mid Carolina Soccer Club.